# دانیل کیتینگز
دانیل کیتینگز (به انگلیسی: Daniel Keatings) ژیمناست زادهٔ ۴ ژانویهٔ ۱۹۹۰ میلادی اهل کشور بریتانیا است.